# تشارلز جي. هيويت
تشارلز جي. هيويت هو سياسي أمريكي، ولد في 15 يوليو 1867، وتوفي في 22 يوليو 1940 في لوك في الولايات المتحدة. نشط حزبياً في الحزب الجمهوري. وقد انتخب عضو جمعية ولاية نيويورك ‏ وانتخب عضو مجلس ولاية نيويورك ‏.